# IRAS・荒貴・オルコック彗星
IRAS・荒貴・オルコック彗星 (アイラス・あらき・オルコックすいせい、Comet IRAS-Araki-Alcock) とは、長周期彗星の1つである。1983年5月11日に、この彗星は地球から約466万kmのところを通過し、史上3番目に地球近傍を通過した彗星となった。仮符号C/1983 H1。

## 発見
IRAS・荒貴・オルコック彗星は、赤外線天文衛星のIRASと、アマチュア天文家である日本の荒貴源一とイギリスのジョージ・オルコックの3者が独立して発見した彗星である。まず、1983年4月25日にIRASが赤外線領域で動く天体を発見し、5月3日に荒貴とオルコックが撮影した7等級の明るさで写る彗星と同一である事が確認された。よって、発見されたC/1983 H1は、これら3者の連名となった。また、IRASが発見した初めての彗星でもある。

## 地球との接近
軌道計算を行った結果、IRAS・荒貴・オルコック彗星は協定世界時1983年5月11日12時2分頃に、地球からわずか466万km (0.03117AU) の所を通過する事がわかった。通常の感覚では十分遠くにあるように思えるが、これは1770年7月1日に接近したレクセル彗星の226万km (0.0151AU) 、および1366年10月26日に接近したテンペル・タットル彗星の343万km (0.0229AU) に次いで、知られている中で3番目に地球に接近した彗星である。また、レクセル彗星およびテンペル・タットル彗星の記録は軌道計算によって判明したものであり、近現代においてこれほど彗星が接近するのは史上初めての出来事であった。この程度の距離まで接近する彗星は、次回は1999年6月12日に地球から144万kmから217万km(0.0096 - 0.0145AU) まで接近するP/1999 J6までない。
最接近時のIRAS・荒貴・オルコック彗星は、最大で3等級から4等級の明るさとなった。移動速度は極めて速く、30度をわずか1日で移動するほどであった。尾の長さは20万kmとなったが、明瞭なダストの尾を放出しなかったため、一般的にイメージされるような長い尾を引く彗星ではなく、ぼんやりとした球体として写った。

## 流星群
IRAS・荒貴・オルコック彗星の地球最接近前後の5月7日から11日にかけて、こと座のベガを輻射点とする流星群が観測された。流星群が出現したのはこの年のみであるため、IRAS・荒貴・オルコック彗星から放出された物質に関連する流星群であると推定されている。輻射点が極めて近く、4月22日に極大を迎える定期的だが明るくない流星群である4月こと座流星群と比べて明るかった流星群であった。

## 軌道の性質
IRAS・荒貴・オルコック彗星は軌道傾斜角は73.3度と比較的傾いていたが、近日点距離が0.991AUであり、近日点に接近したのも5月21日であるため、地球に極めて接近する彗星となった。軌道離心率は0.9899もあるため、公転に968年もかかり、次回近日点を通過するのは2951年頃である。

## その他
発見者の1人である荒貴は、この彗星の発見の功績をたたえ、1997年1月2日に佐藤直人によって発見された小惑星(12456) 1997 AC1に2009年6月7日に荒貴源一 (Genichiaraki) と名が付けられた。
2016年8月27日、発見の地「湯沢町」に記念碑を建立。